# Marten Toonder

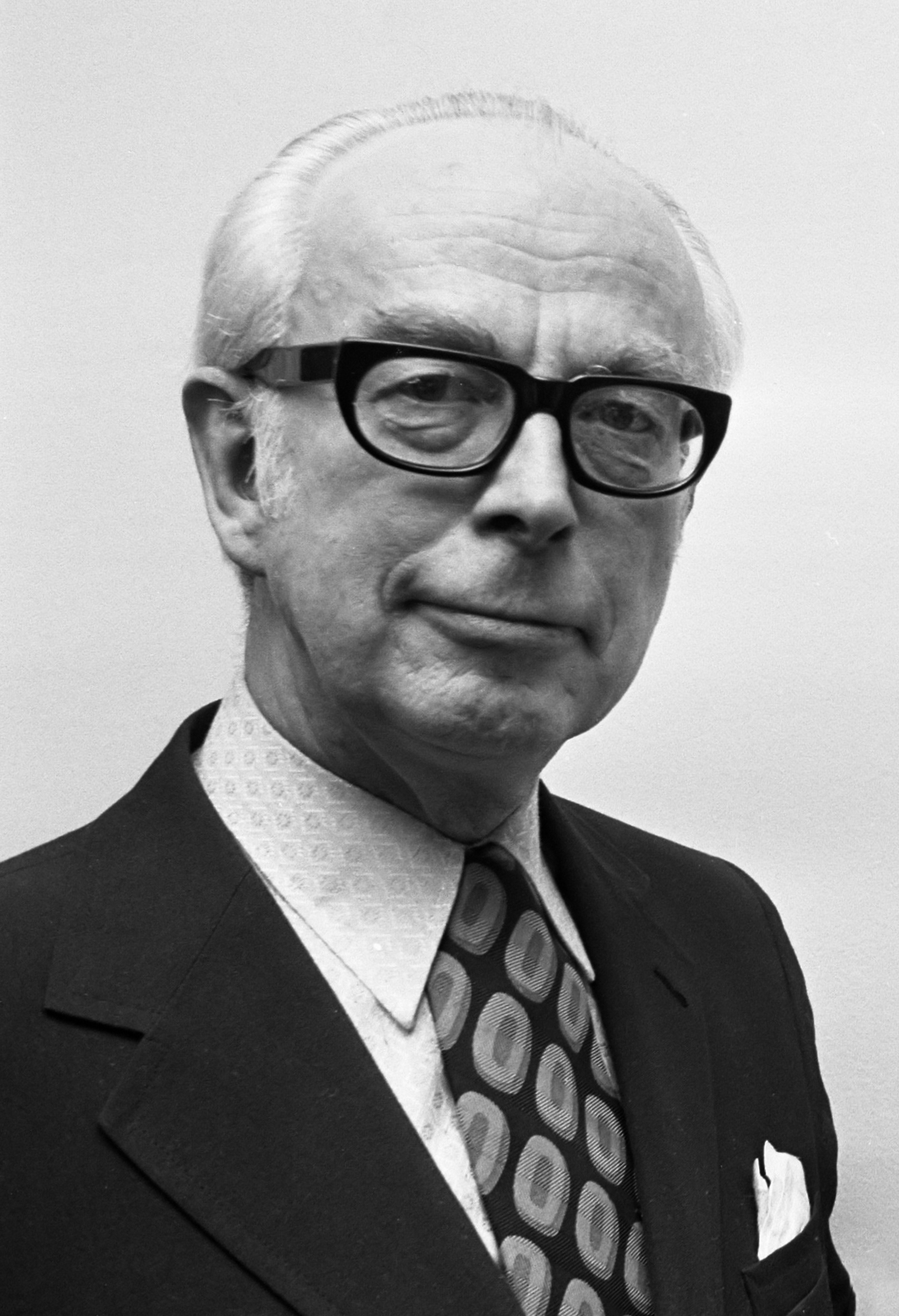
Marten Toonder (1972)

Marten Toonder (* 2. Mai 1912 in Rotterdam; † 27. Juli 2005 in Laren) war einer der bekanntesten und wichtigsten niederländischen Comiczeichner. Seine Zeichnungen und Texte wurden in Tageszeitungen und Büchern auf der ganzen Welt veröffentlicht. Seine bekannteste Schöpfung waren die Abenteuer eines gewitzten weißen Katers und eines gesetzten, gutmütigen Bären unter dem Titel Tom Poes en Heer Bommel (dt.: Tom Puss und Herr Bommel), die er über 40 Jahre lang zeichnete und textete. Weitere bekannte Figuren von ihm sind u. a. Koppie (dt.: Käpten Kopp, 1945–72) und Panda (1946–91).

## Leben
Nachdem er den Militärdienst absolviert und ein Kunststudium abgebrochen hatte, begann Toonder seine Karriere mit dem Comic Bram’s Avonturen (Brams Abenteuer), das nur für kurze Zeit in der Tageszeitung De Neederlander erschien. Im Oktober 1933 wurde er vom Verlag Nederlandsche Rotogravure Maatschappij als fester Illustrator angestellt, dem er fast zehn Jahre treu blieb. Ende der 1930er Jahre begann Toonder, Bücher zu illustrieren und vollfarbige Buchcover zu gestalten.
Nachdem er in den 1930er Jahren einige neue, populäre Comicserien geschaffen hatte, wurde Anfang der 1940er Jahre die Nachfrage nach Merchandising-Produkten wie Postkarten oder Kalender so groß, dass Toonder ein Studio leiten konnte, in dem er zusätzliche Zeichner anstellte. Im März 1941 erschien erstmals in De Telegraaf der Cartoon Tom Puss. Er war anfangs für Kinder gedacht, doch es wurde bald festgestellt, dass auch Erwachsene Gefallen an den kurzen Geschichten fanden. So wurden die Geschichten komplexer und Tom Puss und Herr Bommel zu einem weltweiten Erfolg. Im niederländischen Original heißt Herr Bommel Olivier B. Bommel.
1944/45 stellte Toonder seine Arbeiten für die inzwischen von den Nationalsozialisten kontrollierten und überwachten Tageszeitungen der Niederlande ein, fälschte Dokumente für den Widerstand und illustrierte Untergrund-Publikationen. Nach dem Krieg baute er sein Studio wieder auf und schuf in den folgenden Jahrzehnten diverse Comicfiguren. Typisch für seine Comics waren die oft sehr lang ausfallenden Bildunterschriften, da er auf Schriftblasen in seinen Bildern gänzlich verzichtete.
1965 gab Toonder sein Studio auf und wanderte nach Irland aus. Dort zeichnete und schrieb er fast ausschließlich an den Geschichten von Tom Puss und Herr Bommel. Nicht weniger als 44 Bücher erschienen, in denen die beiden zahlreiche Abenteuer bestanden.

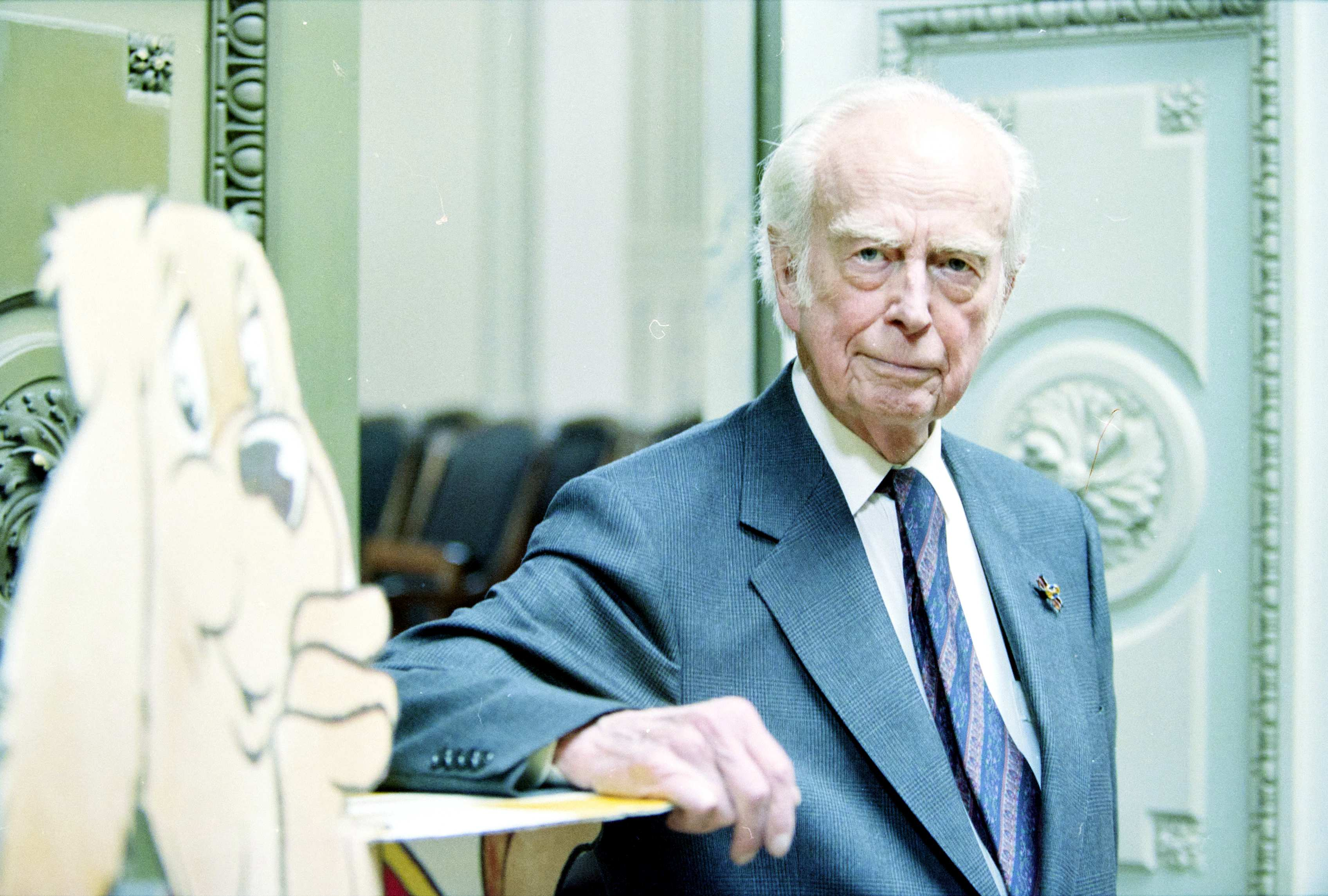
Toonder (1996)

Toonder erhielt viele Auszeichnungen und Preise nicht nur für seine Zeichnungen, sondern auch für sein literarisches Geschick. Viele seiner Texte konnten bis heute nicht angemessen in andere Sprachen übersetzt werden, da Toonder viele – heute im Niederländischen völlig gebräuchliche – Wortneuschöpfungen in seine Texte einfließen ließ. Verheiratet war Toonder mit Phiny Dick, einer Kinderbuchautorin, die ihn in seinen beruflichen Bemühungen tatkräftig unterstützte.
1985 setzte sich Toonder zur Ruhe und im Januar 1986 erschien die letzte Folge einer fast 45 Jahre währenden Saga. 1996 heiratete er die Komponistin und Dirigentin Tera de Marez Oyens. Ende der 1990er Jahre zog Toonder zurück in die Niederlande und wohnte bis zu seinem Tod im Juli 2005 im Rosa Spier Huis in Laren. Anlässlich seines 90. Geburtstags 2002 errichtete die Stadt Rotterdam ein sechs Meter hohes Denkmal mit Figuren aus Tom Puss und Herr Bommel.

## Werke (Auswahl)

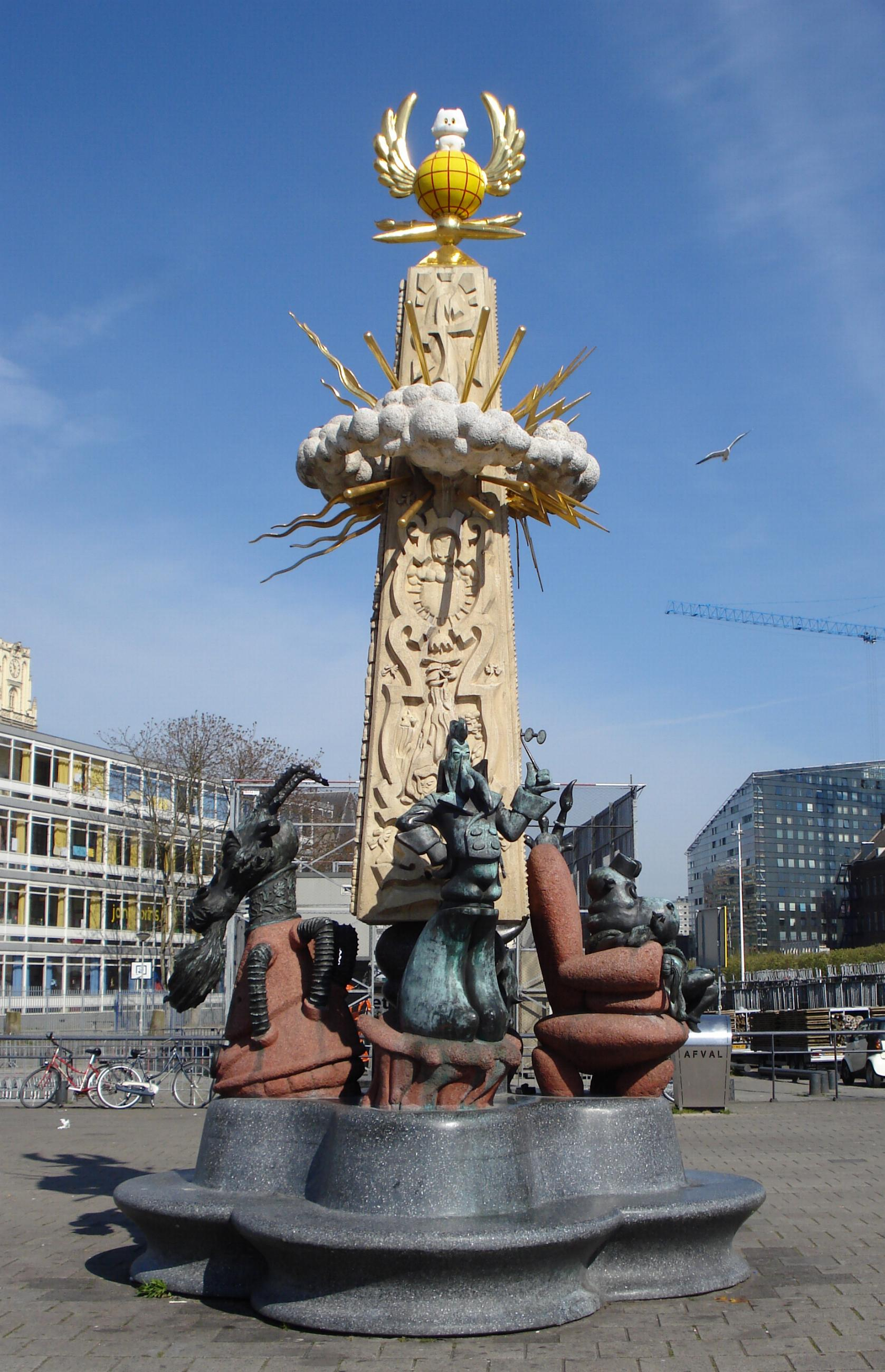
Denkmal Hommage aan Marten Toonder in Rotterdam

- Plattwalzer. Uitgeverij Personalia, Leens 2014, ISBN 978-90-7928738-3.
- Die Überdirektoren. Ed. Erpf, Bern/München 1989, ISBN 3-905517-10-8.
- Ausfäller. Ed. Erpf, Bern/München 1989, ISBN 3-905517-09-4.
- Tom Puss und die singenden Ballons. Carlsen, Reinbek bei Hamburg 1984, ISBN 3-551-01135-4.
- Tom Puss und der Doppler. Carlsen, Reinbek bei Hamburg 1984, ISBN 3-551-01136-2.
- Abenteuer in der Gaunerburg. Fackelträger-Verlag, Hannover 1950.
- Panda und seine Freunde. Carlsen, Reinbek bei Hamburg.
  1. Kleiner Bär ganz groß, 1984, ISBN 3-551-01411-6
  2. Der Piesel-Motor, 1985, ISBN 3-551-01412-4.
  3. Der Blechotto, 1985, ISBN 3-551-01413-2.
  4. Der Fingerfisch, 1986, ISBN 3-551-01414-0.
- Käpten Kopps Abenteuer (Mehrteiliges Werk). Fackelträger-Verlag, Hannover.
  1. Abenteuer in der Gaunerburg, 1950.
  2. Abenteuer mit einem Gespensterschiff, 1951.
  3. Napoleon ist an allem schuld, 1951.
  4. Das große Buch vom Käpten Kopp.
  5. Käpten Kopp und die fliegenden Untertassen, 1953.
  6. Käpten Kopp – Die Reise mit dem Drachen, 1954.